# Javorinka
Koordinaten: 48° 10′ N, 17° 43′ O

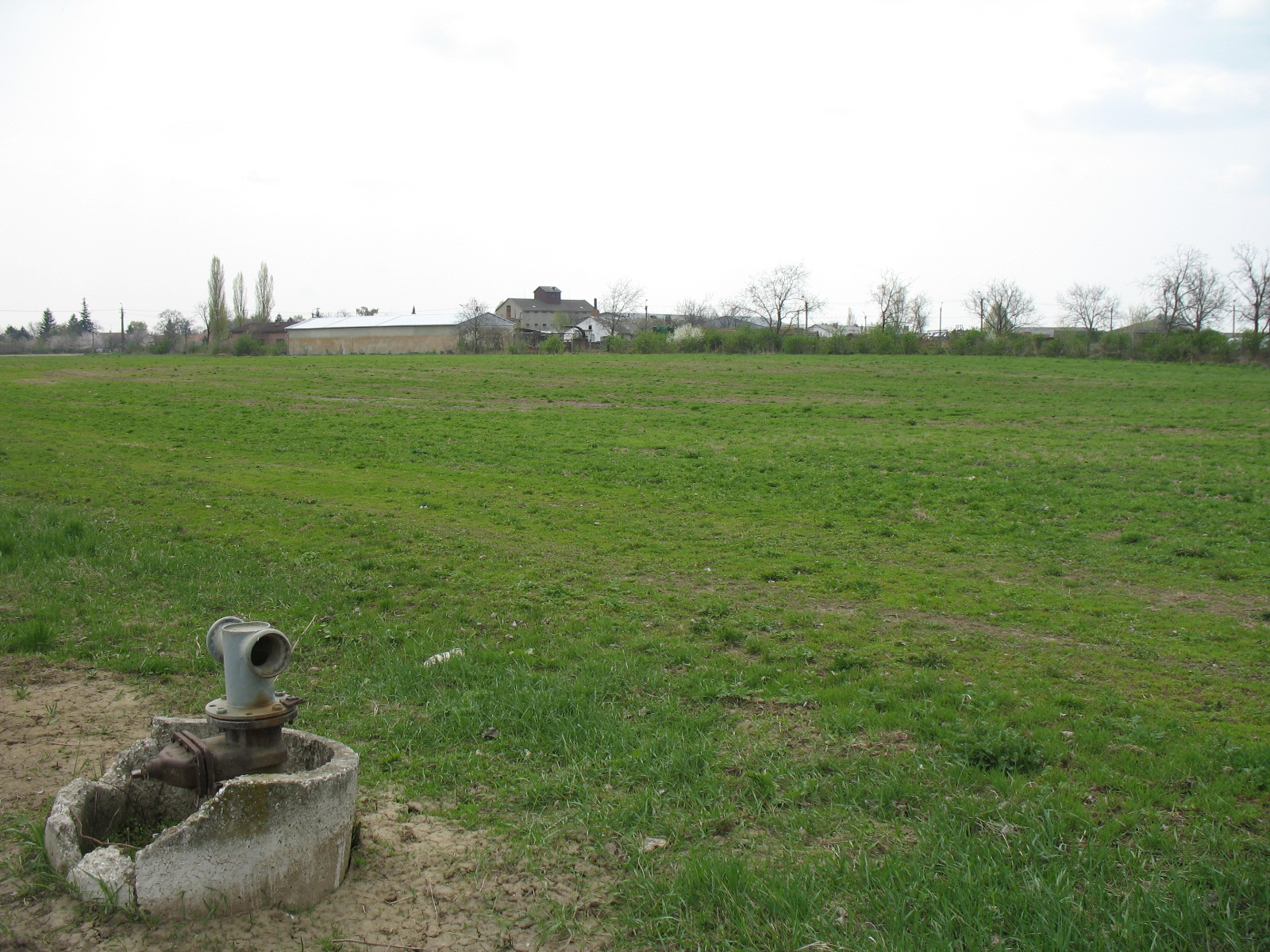
Javorinka

Javorinka ist ein Stadtteil von Galanta in der Westslowakei, er liegt drei Kilometer südwestlich vom Zentrum Galantas entfernt.

## Geschichte
Der heutige Stadtteil entstand aus dem 1921 durch slowakische Siedler aus dem nördlichen Waagtal gegründeten Dorf Štefánikovo, diese wählten den Ortsnamen nach dem tschechoslowakischen Politiker Milan Rastislav Štefánik. Die Siedlung entstand damals auf den Fluren der Gemeinde Matúškovo, erst 1936 wurde Štefánikovo dann selbstständig. Im Jahre 1960 verlor der Ort seine Eigenständigkeit wieder und wurde der Stadt Galanta angegliedert, sein Name später auf Javorinka geändert.

## Sehenswürdigkeiten
- katholische Kirche wurde im Jahre 2000 gebaut